# Teremne, Ostroh
Teremne (în ucraineană Теремне) este un sat în comuna Novorodciîți din raionul Ostroh, regiunea Rivne, Ucraina.

## Demografie
Componența lingvistică a localității Teremne
     Ucraineană (99,46%)
     Alte limbi (0,54%)
Conform recensământului din 2001, majoritatea populației localității Teremne era vorbitoare de ucraineană (99,46%), existând în minoritate și vorbitori de alte limbi.